# Dia Internacional de Multilateralisme i Diplomàcia per a la Pau
El Dia Internacional de Multilateralisme i Diplomàcia per a la Pau és un dia internacional que se celebra anualment el 24 d'abril.
L'Assemblea General de les Nacions Unides va declarar el 24 d'abril 'Dia Internacional de Multilateralisme i Diplomàcia per a la Pau' a través de la resolució A/RES/73/127, aprovada el 12 de desembre del 2018. Amb aquesta celebració es busca fomentar i donar suport als tres pilars fonamentals de l'ONU: el desenvolupament sostenible, la pau i la seguretat i els drets humans, per tal de defensar i preservar els valors del multilateralisme i la cooperació internacional, que són la base de la Carta de les Nacions Unides i l'Agenda 2030 per al Desenvolupament Sostenible.